# Wspólnota polityczna
Wspólnota polityczna – jeden z elementów tworzących system polityczny. Jest to jedna z najważniejszych instytucji współczesnego życia.

## Etymologia
Ze względu na różnorodne rozumienie pierwszego, jak i drugiego członu jest pojęciem niejednoznacznym. Wspólnota to inaczej typ zbiorowości oparty na silnych, emocjonalnych więziach i nieformalnej strukturze. Polityczność natomiast to cecha tego, co jest polityczne; cecha tych, którzy są polityczni.
Pod pojęciem polityczności w ateńskim polis (gr. πόλις l.mn. πόλεις poleis – pierwotnie „miejsce warowne”) należy rozumieć wspólnotę obywatelską (politikḗ) współtworzoną przez jej członków posiadających prawa udziału w rządzeniu nią i jej sądach, czyli jej obywateli (polítēs). Arystoteles w swoim dziele Polityka określił ją jako dziedzinę teoretyczną, polegającą na rządzeniu państwem. W tym ujęciu celem polityki jest zapewnienie szczęścia (eudajmonia) grupie obywateli, w ramach organizacji jaką jest państwo.

## Znaczenie
Wspólnota polityczna oznacza wspólnotę publiczną, która różni się pod względem charakteru od społeczności i stowarzyszeń niepolitycznych, takich jak rodzina, kościół, przedsiębiorstwa i wiele rodzajów organizacji nienastawionych na zysk. Utworzenie wspólnoty politycznej musi zapewnić wszystkim jej obywatelom swobodny udział w procesie politycznym poprzez skuteczną demokratyczną reprezentację. Wszyscy obywatele powinni być traktowani jednakowo w prawach, przywilejach i korzyściach wspólnoty narodów w imię wspólnego dobra. Wspólnotę polityczną znamionują dwa nieodzowne wsporniki: rozumna wolność (libertas) i hierarchiczny ład (ordo). Ani tam, gdzie panuje anarchia (brak władzy i podporządkowania), ani tam, gdzie panuje despotyzm nie ma miejsca na wspólnotę polityczną. Stanowi ona zrzeszenie ludzi wolnych posiadających przewodnika prowadzącego ją do osiągnięcia wspólnego celu.
Wspólnota polityczna razem z reżimem politycznym oraz instytucją polityczną są elementami, jakie obejmuje system polityczny.